# Bursa Black
Bursa Black es un cultivar de higuera del tipo Smyrna Ficus carica unífera, de higos color violáceo, muy cultivado en Turquía, donde se cultiva principalmente en el interior del país, y últimamente se está intentando su adaptación a la costa oeste, con vistas a ampliar el periodo de tiempo de cosecha de los higos frescos.

## Sinonimia
- «İzmir İnciri».
- «Bursa Siyahi».

## Características
Estos higos del tipo Smyrna, tienen forma de lágrima redondeada, de color púrpura a negro acanalado, y son densos, firmes y flexibles. 
El receptáculo es delgado, de color verde pálido, la pulpa es carnosa, color confitura de fresa con muchas semillas finas y beige.  
El paladar está lleno de un equilibrio dulce y ácido, crujiente y fundente, con un intenso aroma, notas afrutadas y florales.
Los higos con un diámetro generalmente mayor o igual a 40 milímetros se cosechan del 15 de agosto al 15 de noviembre.

## Cultivo
Turquía es el principal productor de higos del mundo con 260,508 toneladas en 2011, y más de dos tercios de su producción proviene de Sari Lop (Calimyrna), siendo la variedad cultivar principal tanto para el suministro de higo fresco como para el secado.
Desde 1986 se llevó a cabo un ensayo de adaptación para introducir la producción de higos en las zonas costeras de la parte occidental de Turquía y extender así el período de maduración y cosecha para los mercados nacionales y de exportación.
Para determinar el rendimiento de algunas variedades sobresalientes de higuera fresca, se establecieron parcelas de adaptación en 1985 y 1986 en los municipios de Bodrum, Fethiye y Dalaman (en dos localidades) en la provincia de Mugla, en el suroeste de Turquía. Desde 1990 hasta 1995, se determinaron el crecimiento vegetativo, las propiedades pomológicas de los frutos, el brote de los botones y los períodos de maduración. Se encontraron como las variedades con mayor rendimiento las de 'Bursa Black', 'Darpak', 'Beyaz Orak', 'Yesilgüz', 'Morgüz' y 'Pathcan'.

## Usos
Los higos se exportan frescos sobre todo a Alemania y países de Centro de Europa, estando disponibles todo el año.
Turquía es el mayor productor mundial de higos, cuyos higos secos son exportados a todos los países del mundo bajo diversos tipos de preparados y diversas marcas exportadoras. Uno de sus principales mercados es China.